# Éléonore (pel·lícula)
Éléonore és una pel·lícula de comèdia francesa del 2020 escrita i dirigida per Amro Hamzawi. Es va projectar per primer cop el 28 d'agost de 2020 al Festival de Cinema Francòfon d'Angulema, i es va estrenar als cinemes francesos el 23 de setembre del mateix any. S'ha subtitulat al català.
El guió se centra en una aprenenta d'escriptora anomenada Eléonore que, sota la pressió de la seva mare i la seva germana, canvia la seva vida i es converteix en l'assistent d'una editorial especialitzada en novel·les eròtiques.

## Repartiment
- Nora Hamzawi : Éléonore
- André Marcon : Harold Graziani
- Dominique Reymond : Martine, la mare d'Éléonore
- Julia Faure : Honorine, la germana d'Éléonore
- Arthur Igual : Lucas
- Joséphine de La Baume : Chloé Safir
- Raoul Fernandez : Brieu
- Violaine Gillibert : Sarah
- Guilaine Londez : Johanna, la secretària d'Harold
- Guilaine Londez: Johanna, la secretària d'en Harold
- Jean-Luc Vincent: el psiquiatre
- Pauline Lorillard: la clarividente
- Thomas Scimeca: Paul
- Anne-Lise Heimburger: Cécile Trompette
- Haroun: el nou assistent
- Lucas Bonnifait: Franck
- Violeta Sánchez: Dominique
- Ethan Achard: noi pèl-rojo

## Recepció crítica
La recepció crítica és majoritàriament negativa. Si Le Monde elogia la delicada interpretació de Nora Hamzawi, el guió, darrere de les seves lloables intencions i la seva crítica subjacent, pecant per la seva previsibilitat. Libération evoca una sàtira laboriosa que no té relleu, portada per falsament autèntic[s] i personatges esperats: de pistes fàcils a laborioses, el conjunt no supera mai la impressió d'una pel·lícula una mica coixa, a la qual res no arriba a fer el pes. Si Télérama lloa l'actuació dels actors, el setmanari lamenta una debilitat insignificant, tant en l'escriptura com en la posada en escena, que porta a esquetxos sense sorpresa. Per Le Figaro, la recerca de la identitat es destaca i els personatges no desperten molta empatia. Le Parisien descriu una pel·lícula que, malgrat la seva distribució, segueix sent sense relleu, i no pren. Per Le Nouvel Observateur, la pel·lícula dóna la impressió d'un esborrany, rodat amb els mitjans disponibles. Les Inrocks ho veu com una altra variació [d'un] personatge "de trenta anys", que no aconsegueix que la seva heroïna sigui agradable.